# Houskapreis
Der Houskapreis ist ein privater Preis für anwendungsnahe Forschung in Österreich.
Der Forschungspreis wird seit 2006 von der B&C Privatstiftung jährlich vergeben und ist nach Wolfgang Houska, einem ehemaligen Stiftungsmitglied, benannt. Das Preisgeld, mit dem wirtschaftsnahe Projekte österreichischer Universitäten oder Forschungseinrichtungen ausgezeichnet werden, betrug bis einschließlich 2015 insgesamt 300.000 Euro. 2016 wurde zusätzlich zur Kategorie Universitäre Forschung die Kategorie Forschung & Entwicklung in KMU eingeführt und die Gesamtdotierung auf insgesamt 400.000 Euro erhöht. Für den Houskapreis 2019 wurde das Preisgeld auf insgesamt 500.000 Euro erhöht. Darüber hinaus wurde die Kategorie Hochschulforschung (vormals Universitäre Forschung) erweitert: Neben den staatlichen Universitäten, der Österreichischen Akademie der Wissenschaften und dem Institute for Science and Technology Austria sind österreichische Privatuniversitäten und Fachhochschulen zur Einreichung eingeladen. Für das Jahr 2022 wurde die Kategorie „Außeruniversitäre Forschung“ ergänzt. Der Houskapreis ist ab sofort entsprechend mit insgesamt 750.000 Euro dotiert.
Mit dem Houskapreis setzt sich die B&C Privatstiftung für verbesserte Forschungsbedingungen und Spitzenforschung in Österreich ein.
Seit 2011 erhalten die Preisträger die von Michaela Schupfer kreierte Houskapreis-Trophäe. Die oberösterreichischen Künstlerin ließ sich bei der Gestaltung von der Filmschauspielerin und Erfinderin Hedy Lamarr (1914–2000) inspirieren. Neben ihren Erfolgen als Schauspielerin, Hollywood-Diva und Stilikone war Hedy Lamarr auch Erfinderin.

## Preisträger
(Quelle:)

### Kategorie Hochschulforschung
- 2006 Technische Universität Graz und Universität Graz, Projektleitung: Anton Glieder
- 2007 Universität Innsbruck, Projektleitung: Andreas Bernkop-Schnürch
- 2008 Technische Universität Graz, Projektleitung: Horst Cerjak
- 2009 Technische Universität Graz, Projektleitung: Lutz Sparowitz
- 2010 Montanuniversität Leoben, Projektleitung: Helmut Clemens
- 2011 Universität Graz, Projektleitung: Christian Oliver Kappe
- 2012 Medizinische Universität Innsbruck, Projektleitung: Erich Gnaiger
- 2013 Universität Innsbruck, Projektleitung: Armin Hansel
- 2014 Universität für Bodenkultur Wien, Projektleitung: Reingard Grabherr[5]
- 2015 Medizinische Universität Wien, Projektleitung: Oskar Aszmann[6]
- 2016 Montanuniversität Leoben, Projektleitung: Stefan Pogatscher
- 2017 Universität Wien, Projektleitung: Gunda Köllensperger
- 2018 Österreichische Akademie der Wissenschaften, Projektleitung: Stefan L. Ameres
- 2019 Universität Innsbruck, Projektleitung Wolfgang Lechner[7]
- 2020 Technische Universität Graz, Projektleitung: Harald Plank[8]
- 2021 Technische Universität Wien, Projektleitung: Golta Khatibi[9][10]
- 2022 Montanuniversität Leoben, Projektleitung: Stefan Pogatscher und Universität Innsbruck, Projektleitung: Clemens Zierhofer[11]
- 2023 Technische Universität Wien, Projektleitung: Michael Harasek[12]
- 2024 Österreichische Akademie der Wissenschaften, Institut für Molekulare Biotechnologie, Jürgen Knoblich[13]
- 2025 Technischen Universität Graz, Annette Mütze, Institut für Elektrische Antriebe und Leistungselektronische Systeme[14]

### Kategorie Außeruniversitäre Forschung (ab 2023)
- 2023 Salzburg Research Forschungsgesellschaft mbH, Projektleitung: Elisabeth Häusler
- 2024 Joanneum Research Forschungsgesellschaft mbH, Projektleitung: Katrin Tiffner
- 2025 Montanuniversität Leoben und Austrian Institute of Technology, Projektleitung: Markus Makoschitz

### Kategorie Forschung & Entwicklung in KMU (ab 2016)
- 2016 Marinomed Biotech AG, Projektleitung: Eva Prieschl-Grassauer
- 2017 SIMCharacters GmbH, Projektleitung: Jens-Christian Schwindt
- 2018 Swimsol GmbH, Projektleitung: Martin Putschek
- 2019 Blue Danube Robotics GmbH, Projektleitung: Michael Zillich
- 2020 MacroArray Diagnostics GmbH, Projektleitung: Christian Harwanegg
- 2021 Symptoma GmbH, Projektleitung: Jama Nateqi
- 2023 Cube DX GmbH, Projektleitung: Bernhard Ronacher
- 2024 Incus GmbH, Projektleitung: Gerald Mitteramskogler
- 2025 P+F Products + Features GmbH, Projektleitung: Siegfried Einhellig